# Nasution Karubaba
Nasution Karubaba (27 de novembre de 1989) és un exfutbolista indonesi.

## Estadístiques del club
| Club                | Temporada | Super League | Super League | Premier Division | Premier Division | Piala Indonesia | Piala Indonesia | Total      | Total |
| Club                | Temporada | Aparicions   | Gols         | Aparicions       | Gols             | Aparicions      | Gols            | Aparicions | Gols  |
| ------------------- | --------- | ------------ | ------------ | ---------------- | ---------------- | --------------- | --------------- | ---------- | ----- |
| Persiram Raja Ampat | 2011-12   | 30           | 2            | -                | -                | -               | -               | 30         | 2     |
| Total               | Total     | 30           | 2            | -                | -                | -               | -               | 30         | 2     |

## Honors

### Clubs
- Persisam Putra Samarinda:
  - Campionat de la Liga Indonesia Premier Division: 1 (2008-09)